# Qaqortoq

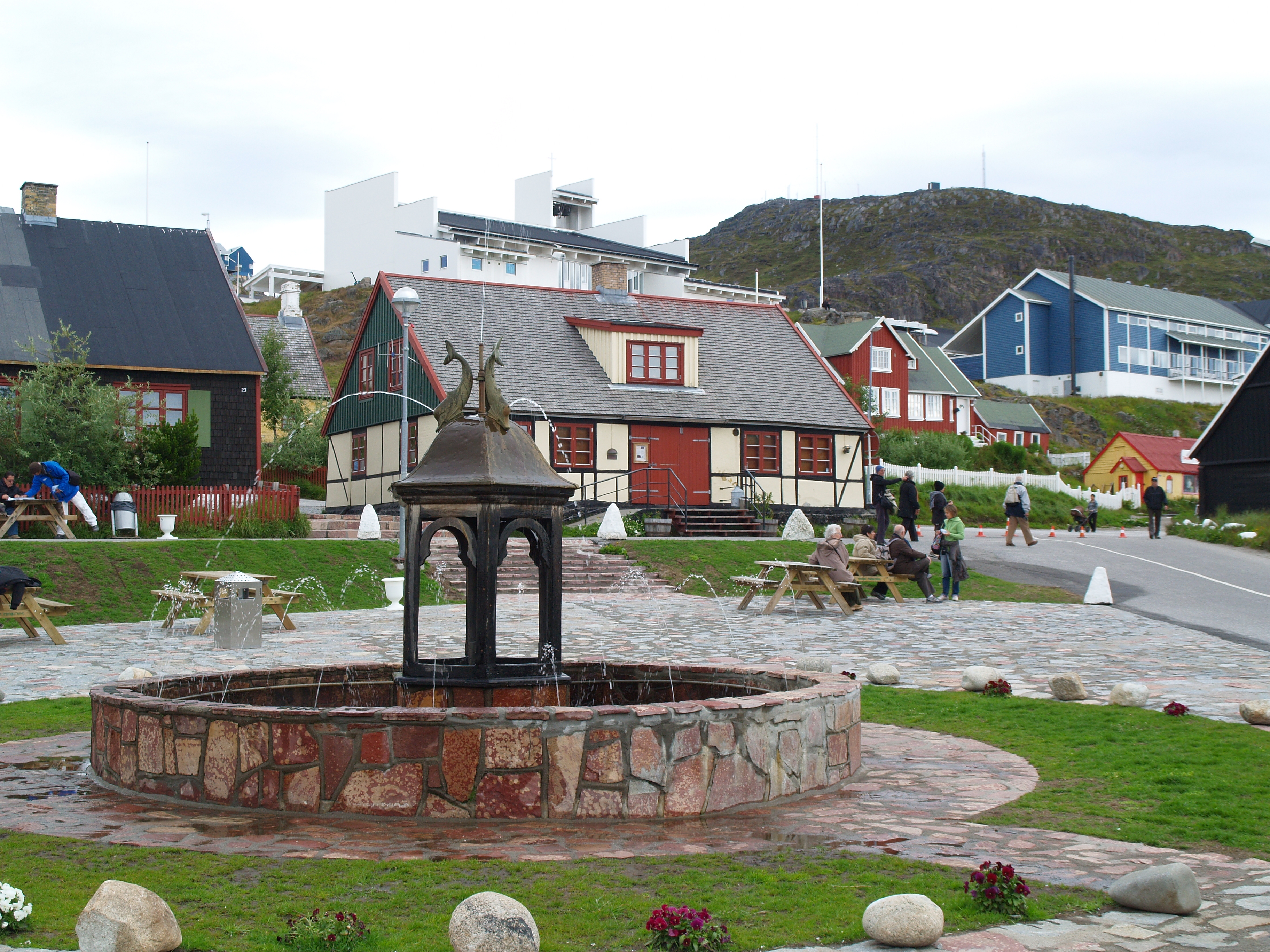
Fontanna w Qaoortoq

Qaqortoq, duń. Julianehåb – miasto na południowym wybrzeżu Grenlandii, w gminie Kujalleq.

## Historia i kultura
Miasto zostało założone w 1775 roku przez norweskiego kupca Andersa Olsena. Duńska nazwa Julianehåb pochodzi od imienia duńskiej królowej Juliany Marii. W jego pobliżu znajdują się ruiny nordyckiego kościoła.
W ramach projektu kulturalnego Kamień i Człowiek (Stone and Man) można obejrzeć w mieście ponad 30 różnych motywów wyrytych w skałach przez miejscowych i skandynawskich artystów. Znajdują się też tu dwa muzea oraz kościół z 1832 roku.

## Przemysł i transport
Do podstawowych gałęzi przemysłu miasta należą rybołówstwo, usługi i administracja. W Qaqortoq znajduje się heliport będący środkiem komunikacji z innymi miejscowościami na Grenlandii.

## Populacja
Według danych oficjalnych liczba mieszkańców w marcu 2014 roku wynosiła 3248 osób.

## Klimat
Qaqortoq znajduje się na południowym wybrzeżu, ok. 700 km na południe od linii koła podbiegunowego. Średnie temperatury wynoszą: w lipcu i sierpniu 12 °C (dzień), 4 °C (noc) oraz w styczniu -2 °C (dzień), -9 °C (noc).

## Miasta partnerskie
- Aarhus